# Lateolabrax
Las lubinas asiáticas son el género Lateolabrax, el único de la familia Lateolabracidae, una familia de peces incluida en el orden Perciformes.
Distribuidos por la costa oeste del océano Pacífico y en ríos que le son tributarios, pues son especies marinas y de agua dulce, pueden vivir en los ríos y vuelven al mar sin problemas, con comportamiento normalmente catádromo.

## Especies
Existen tres especies agrupadas en este género y familia:
- Lateolabrax japonicus (Cuvier 1828) - Lubina japonesa.
- Lateolabrax latus (Katayama 1957)
- Lateolabrax lyiuy (Basilewsky 1855)[4] - Lubina del mar de China.